# 耶沃拉
耶沃拉（Yevla），是印度马哈拉施特拉邦Nashik县的一个城镇。总人口43205（2001年）。

## 人口
该地2001年总人口43205人，其中男性22405人，女性20800人；0—6岁人口5974人，其中男3209人，女2765人；识字率71.92%，其中男性为77.01%，女性为66.43%。